# باشگاه فوتبال بایرن مونیخ در فصل ۲۰–۲۰۱۹
فصل ۲۰–۲۰۱۹ بایرن مونیخ صد و بیست و یکمین فصل در تاریخ این باشگاه و پنجاه و پنجمین فصل متوالی و کلی در لیگ برتر فوتبال آلمان، بوندسلیگا، از زمان ارتقاء آنها از لیگ منطقه‌ای در سال ۱۹۶۵ بود. علاوه بر این در جام حذفی و لیگ قهرمانان اروپا نیز حضور داشتند و از آنجا که قهرمان بوندسلیگا بودند در سوپرجام آلمان نیز شرکت کردند.
این فصل پانزدهمین دوره از حضور بایرن در ورزشگاه آلیانتس آرنا، واقع در مونیخ، مرکز ایالت بایرن بود. این فصل از ۱ ژوئیه ۲۰۱۹ تا ۲۳ اوت ۲۰۲۰ را در بر می‌گرفت. بایرن مونیخ برای دومین بار در تاریخ خود سه‌گانه اروپایی را کسب کرد و در ۳۰ مسابقه متوالی پایان فصل در تمام رقابت‌ها، با ۲۹ برد و ۱ تساوی بدون شکست بود.

## بازیکنان

### ترکیب کنونی
تا تاریخ ۳۱ ژوئن ۲۰۲۰
| شماره |         | پست       | بازیکن                                 |
| ----- | ------- | --------- | -------------------------------------- |
| ۱     | آلمان   | دروازه‌بان | مانوئل نویر (کاپیتان)                  |
| ۲     | اسپانیا | مدافع     | آلوارو اودریزولا (قرضی از رئال مادرید) |
| ۴     | آلمان   | مدافع     | نیکلاس زوله                            |
| ۵     | فرانسه  | مدافع     | بنژامن پاوار                           |
| ۶     | اسپانیا | هافبک     | تیاگو                                  |
| ۸     | اسپانیا | مدافع     | خاوی مارتینز                           |
| ۹     | لهستان  | مهاجم     | روبرت لواندوفسکی                       |
| ۱۰    | برزیل   | هافبک     | فیلیپه کوتینیو (قرضی از بارسلونا)      |
| ۱۱    | فرانسه  | هافبک     | میکائیل کویزانس                        |
| ۱۴    | کرواسی  | هافبک     | ایوان پریشیچ (قرضی از اینترمیلان)      |
| ۱۵    | آلمان   | مهاجم     | یان-فیت آرپ                            |
| ۱۶    | آلمان   | مهاجم     | لئون دایاکو                            |
| ۱۷    | آلمان   | مدافع     | ژروم بواتنگ                            |
| ۱۸    | آلمان   | هافبک     | لئون گورتزکا                           |
| ۱۹    | کانادا  | هافبک     | آلفونسو دیویس                          |
| ۲۱    | فرانسه  | مدافع     | لوکا ارناندز                           |
| ۲۲    | آلمان   | هافبک     | سرژ گنابری                             |

| شماره |                     | پست       | بازیکن            |
| ----- | ------------------- | --------- | ----------------- |
| ۲۴    | فرانسه              | هافبک     | کورنتا تولیسو     |
| ۲۵    | آلمان               | مهاجم     | توماس مولر        |
| ۲۶    | آلمان               | دروازه‌بان | اسون اولریش       |
| ۲۷    | اتریش               | مدافع     | داوید آلابا       |
| ۲۸    | نیوزیلند            | هافبک     | سارپریت سینگ      |
| ۲۹    | فرانسه              | هافبک     | کینگزلی کومان     |
| ۳۲    | آلمان               | مدافع     | یزوا کیمیش        |
| ۳۳    | آلمان               | مدافع     | لارس لوکاس مای    |
| ۳۴    | برزیل               | هافبک     | الیور باتیستا میر |
| ۳۵    | هلند                | مهاجم     | جاشوا زیرکزی      |
| ۳۶    | آلمان               | دروازه‌بان | کریستین فروشتل    |
| ۳۷    | آلمان               | هافبک     | پاول ویل          |
| ۳۹    | آلمان               | دروازه‌بان | رون-توربن هافمن   |
| ۴۰    | آلمان               | هافبک     | ملیک تیلمان       |
| ۴۱    | ایالات متحده آمریکا | مدافع     | کریس ریچاردز      |
| ۴۲    | انگلستان            | هافبک     | جمال موزیالا      |
| ۴۳    | آلمان               | مدافع     | برایت آری-امبی    |

## لباس‌ها
- حامی مالی لباس:
  - سینه: ···T·
  - آستین: Qatar Airways
- تولیدکننده لباس: آدیداس

| خانه | خانه (۲۱–۲۰۲۰) | مهمان | مهمان (۲۱–۲۰۲۰) | لباس سوم |

1. ↑  لباس‌های فصل ۲۱–۲۰۲۰ برای بازی‌های پایانی فصل ۲۰–۲۰۱۹ در لیگ داخلی و لیگ قهرمانان مورد استفاده قرار گرفتند.

## نقل و انتقالات

### بازیکنان ورودی
| تاریخ          | پست | بازیکن           | انتقال از           | شیوه   | مبلغ                                     | منبع  |
| -------------- | --- | ---------------- | ------------------- | ------ | ---------------------------------------- | ----- |
| ۱ ژوئیه ۲۰۱۹   | DF  | بنژامن پاوار     | اشتوتگارت           | انتقال | ۳۵ میلیون €                              | [ ۲ ] |
| ۱ ژوئیه ۲۰۱۹   | DF  | لوکا ارناندز     | اتلتیکو مادرید      | انتقال | ۸۰ میلیون €                              | [ ۳ ] |
| ۱ ژوئیه ۲۰۱۹   | FW  | فیت آرپ          | هامبورگ             | انتقال | ۲٬۵ میلیون €                             | [ ۴ ] |
| ۱۳ اوت ۲۰۱۹    | MF  | ایوان پریشیچ     | اینترمیلان          | قرض    | ۵ میلیون €                               | [ ۵ ] |
| ۱۷ اوت ۲۰۱۹    | MF  | میکائیل کویزانس  | بروسیا مونشن‌گلادباخ | انتقال | ۱۰ میلیون €                              | [ ۶ ] |
| ۱۷ اوت ۲۰۱۹    | MF  | فیلیپه کوتینیو   | بارسلونا            | قرض    | ۸٬۵ میلیون €، با گزینه خرید ۱۲۰ میلیون € | [ ۷ ] |
| ۲۲ ژانویه ۲۰۲۰ | DF  | آلوارو اودریزولا | رئال مادرید         | قرض    | فاش‌نشده                                  | [ ۸ ] |

### بازیکنان خروجی
| تاریخ        | پست | بازیکن       | انتقال به       | شیوه          | مبلغ        | منبع             |
| ------------ | --- | ------------ | --------------- | ------------- | ----------- | ---------------- |
| ۳۰ ژوئن ۲۰۱۹ | MF  | فرانک ریبری  | فیورنتینا       | خارج شده      | بازیکن آزاد | [ ۹ ]            |
| ۳۰ ژوئن ۲۰۱۹ | MF  | آرین روبن    | N/A             | بازنشسته      | بازیکن آزاد | [ ۱۰ ]           |
| ۳۰ ژوئن ۲۰۱۹ | MF  | خامس رودریگز | رئال مادرید     | بازگشت از قرض | بازیکن آزاد | [ ۱۱ ]           |
| ۱ ژوئیه ۲۰۱۹ | DF  | مارکو فریدل  | وردربرمن        | انتقال        | فاش‌نشده     | [ ۱۲ ]           |
| ۱ ژوئیه ۲۰۱۹ | DF  | رافینیا      | فلامینگو        | انتقال        | بازیکن آزاد | [ ۱۳ ]           |
| ۱ ژوئیه ۲۰۱۹ | DF  | متس هوملس    | بروسیا دورتموند | انتقال        | ۳۸ میلیون € | [ ۱۴ ]           |
| ۱ ژوئیه ۲۰۱۹ | FW  | جونگ وو-یونگ | فرایبورگ        | انتقال        | فاش‌نشده     | [ ۱۵ ]           |
| ۲۳ اوت ۲۰۱۹  | MF  | رناتو سانچز  | لیل             | انتقال        | ۲۰ میلیون € | [ نیازمند منبع ] |

## بازی‌های دوستانه
پیروزی
      تساوی
      شکست
| ۱۷ ژوئیه ۲۰۱۹ ICC ۱                                 | آرسنال                                | ۲–۱   | بایرن مونیخ    | کارسون، کالیفرنیا، ایالات متحده                                                     |
| ۲۰:۰۰ PDT (UTC−۷) ۱۸ ژوئیه ۲۰۱۹٬ ۰۵:۰۰ CEST (UTC+۲) | پوزنانسکی ۴۹' (گل‌به‌خودی) · انکتیا ۸۸' | گزارش | لواندوفسکی ۷۱' | ورزشگاه: دیگنیتی هلث اسپورتس پارک تماشاگران: ۲۶٬۷۰۴ داور: کوین استات (ایالات متحده) |

| ۲۰ ژوئیه ۲۰۱۹ ICC ۲                                 | بایرن مونیخ                                                                       | ۳–۱   | رئال مادرید | هیوستون، تگزاس، ایالات متحده                                         |
| ۱۹:۰۰ CDT (UTC−۵) ۲۱ ژوئیه ۲۰۱۹، ۰۲:۰۰ CEST (UTC+۲) | تولیسو ۱۵' · کیمیش '۵۱ · لواندوفسکی ۶۷' · گنابری ۶۹' · اولریش '۸۱ · گورتزکا '۹۰+۲ | گزارش | رودریگو ۸۴' | ورزشگاه: ورزشگاه NRG تماشاگران: ۶۰٬۱۴۳ داور: رمی توچن (ایالات متحده) |

| ۲۳ ژوئیه ۲۰۱۹ ICC ۳                                 | بایرن مونیخ   | ۱–۰   | میلان           | کانزاس سیتی، کانزاس، ایالات متحده                                           |
| ۲۰:۰۰ CDT (UTC−۵) ۲۴ ژوئیه ۲۰۱۹، ۰۳:۰۰ CEST (UTC+۲) | گورتزکا ۴۵+۳' | گزارش | چالهان‌اوغلو '۴۹ | ورزشگاه: چیلدرنز مرسی پارک تماشاگران: ۱۸٬۴۶۷ داور: آلن چاپمن (ایالات متحده) |

| ۳۰ ژوئیه ۲۰۱۹ AC SF | بایرن مونیخ                                                       | ۶–۱   | فنرباغچه                           | مونیخ، آلمان                                   |
| ۲۰:۳۰ CEST (UTC+۲)  | سانچز ۲۲' · گورتزکا ۲۸' · مولر ۳۱'، ۴۴' (پنالتی)، ۵۸' · کومان ۴۰' | گزارش | ایسلا '۴۳ · کروزه ۶۴' · ساغلام '۸۱ | ورزشگاه: آلیانتس آرنا داور: فلیکس بریچ (آلمان) |

| ۳۱ ژوئیه ۲۰۱۹ AC F                                      | تاتنهام                           | ۲–۲ (۶–۵ پنالتی)                                          | بایرن مونیخ         | مونیخ، آلمان                                                       |
| ۲۰:۳۰ CEST (UTC+۲)                                      | لاملا ۱۹' · اریکسن ۵۹' · فویث '۷۲ | گزارش                                                     | آرپ ۶۱' · دیویس ۸۱' | ورزشگاه: آلیانتس آرنا تماشاگران: ۶۷٬۵۰۰ داور: روبرت هارتمن (آلمان) |
|                                                         | ضربات پنالتی                      |                                                           |                     |                                                                    |
| الدرویرلد · اریکسن · کین · سون · رولس · اسکیپ · تانگانا |                                   | آلابا · تیاگو · مولر · سانچز · لواندوفسکی · سینگ · بواتنگ |                     |                                                                    |

| ۸ اوت ۲۰۱۹ دوستانه | روتاخ-اگرن | ۰–۲۳  | بایرن مونیخ | روتاخ-اگرن، آلمان                                                       |
| ۱۸:۳۰ CEST (UTC+۲) |            | گزارش | سانچز ۶'، ۲۰' · دایاکو ۷' · لواندوفسکی ۹'، ۱۶'، ۲۹' · گنابری ۳۴' · تولیسو ۳۸'، ۴۰'، ۴۱'، ۴۲' · مولر ۴۹'، ۶۱'، ۸۸' · وریدت ۵۵'، ۷۷'، ۸۳' · سینگ ۵۹' · گورتزکا ۶۳'، ۶۷'، ۷۹' · دیتریخ ۷۳' (گل‌به‌خودی) · نولنبرگر ۸۰' | ورزشگاه: اسپورت‌پلاز بیرکنموس تماشاگران: ۲٬۵۰۰ داور: یوخن اشوندر (آلمان) |

| ۲۵ اوت ۲۰۱۹ Dream Game | باشگاه طرفداران فیلزهوفن | ۱–۱۳  | بایرن مونیخ | فیلزهوفن، آلمان                                                               |
| ۱۶:۰۰ CEST (UTC+۲)     | ابرل ۴۲'                 | گزارش | پریشیچ ۹' · کان کاراتاس ۲۲'، ۵۰'، ۸۹' · مولر ۳۲' · کوتینیو ۳۵' · زیرکزی ۴۷' · کویزانس ۴۹' · سینگ ۶۲' · نولنبرگر ۶۸' · ریدت ۷۲'، ۸۱'، ۸۶' | ورزشگاه: کلاوس-اوگنتالر-اشتادیون تماشاگران: ۶٬۵۰۰ داور: توبیاس ویتمان (آلمان) |

| ۱۱ ژانویه ۲۰۲۰ دوستانه | نورنبرگ                                                   | ۵–۲   | بایرن مونیخ              | نورنبرگ، آلمان                                                               |
| ۱۵:۳۰ CET (UTC+۱)      | - فری ۲۲' - ایشاک ۴۶' - زریلاک ۵۷' - شلوسنر ۶۰' - هاک ۷۶' | گزارش | - دیویس ۳۴' - تیلمان ۸۳' | ورزشگاه: مکس-مورلوک اشتادیون تماشاگران: ۲۷٬۰۵۴ داور: اسمیر عثماناگیچ (آلمان) |

| ۳۱ ژوئیه ۲۰۲۰ تور تابستانی آئودی دیجیتال | بایرن مونیخ | ۱–۰   | مارسی | مونیخ، آلمان                                             |
| ۱۶:۰۰ CEST (UTC+۲)                       | گنابری ۱۹'  | گزارش |       | ورزشگاه: کمپ بایرن تماشاگران: ۰ داور: فلیکس بریچ (آلمان) |

## مسابقات
پیروزی
      تساوی
      شکست

### نگاه کلی
| رقابت         | اولین بازی      | آخرین بازی   | شروع دور     | جایگاه نهایی | آمار | آمار | آمار | آمار | آمار | آمار | آمار | آمار   |
| رقابت         | اولین بازی      | آخرین بازی   | شروع دور     | جایگاه نهایی | بازی | ب    | ت    | ش    | گ‌ز   | گ‌خ   | ت‌گ   | % برد  |
| ------------- | --------------- | ------------ | ------------ | ------------ | ---- | ---- | ---- | ---- | ---- | ---- | ---- | ------ |
| بوندسلیگا     | ۱۶ اوت ۲۰۱۹     | ۲۷ ژوئن ۲۰۲۰ | روز اول بازی | برنده        | ۳۴   | ۲۶   | ۴    | ۴    | ۱۰۰  | ۳۲   | ۶۸+  | ۰۷۶    |
| جام حذفی      | ۱۲ اوت ۲۰۱۹     | ۴ ژوئیه ۲۰۲۰ | مرحله اول    | برنده        | ۶    | ۶    | ۰    | ۰    | ۱۶   | ۸    | ۸+   | ۱۰۰    |
| سوپرجام آلمان | ۳ اوت ۲۰۱۹      | ۳ اوت ۲۰۱۹   | فینال        | نایب‌قهرمان   | ۱    | ۰    | ۰    | ۱    | ۰    | ۲    | ۲−   | ۰۰۰٫۰۰ |
| لیگ قهرمانان  | ۱۸ سپتامبر ۲۰۱۹ | ۲۳ اوت ۲۰۱۹  | مرحله گروهی  | برنده        | ۱۱   | ۱۱   | ۰    | ۰    | ۴۳   | ۸    | ۳۵+  | ۱۰۰    |
| مجموع         | مجموع           | مجموع        | مجموع        | مجموع        | ۵۲   | ۴۳   | ۴    | ۵    | ۱۵۹  | ۵۰   | ۱۰۹+ | ۰۸۳    |

آخرین به‌روزرسانی در: ۲۳ اوت ۲۰۲۰

منبع: رقابت‌ها

### بوندسلیگا

#### جدول لیگ
| رتبه | تیم                 | بازی | برد | مساوی | باخت | گل زده | گل خورده | گل تفاضل | امتیاز | صعود یا سقوط                              |
| ---- | ------------------- | ---- | --- | ----- | ---- | ------ | -------- | -------- | ------ | ----------------------------------------- |
| ۱    | بایرن مونیخ         | ۳۴   | ۲۶  | ۴     | ۴    | ۱۰۰    | ۳۲       | ۶۸+      | ۸۲     | راه‌یابی به مرحله گروهی لیگ قهرمانان اروپا |
| ۲    | بروسیا دورتموند     | ۳۴   | ۲۱  | ۶     | ۷    | ۸۴     | ۴۱       | ۴۳+      | ۶۹     | راه‌یابی به مرحله گروهی لیگ قهرمانان اروپا |
| ۳    | لایپزیگ             | ۳۴   | ۱۸  | ۱۲    | ۴    | ۸۱     | ۳۷       | ۴۴+      | ۶۶     | راه‌یابی به مرحله گروهی لیگ قهرمانان اروپا |
| ۴    | بروسیا مونشن‌گلادباخ | ۳۴   | ۲۰  | ۵     | ۹    | ۶۶     | ۴۰       | ۲۶+      | ۶۵     | راه‌یابی به مرحله گروهی لیگ قهرمانان اروپا |
| ۵    | بایر ۰۴ لورکوزن     | ۳۴   | ۱۹  | ۶     | ۹    | ۶۱     | ۴۴       | ۱۷+      | ۶۳     | راه‌یابی به لیگ اروپا                      |

1. ↑  از آنجا که قهرمان جام حذفی آلمان ۲۰–۲۰۱۹، بایرن مونیخ، با توجه به جایگاه در جدول سهمیه لیگ قهرمانان اروپا را کسب کرده بود، سهمیه حضور در مرحله گروهی لیگ اروپا به تیم ششم رسید، و سهمیه رقابت در مرحله دوم مقدماتی لیگ اروپا به تیم هفتم جدول داده شد.

#### خلاصه نتایج
| مجموع | مجموع  | مجموع | مجموع | مجموع | مجموع | مجموع | مجموع | خانه | خانه | خانه | خانه | خانه | خانه | مهمان | مهمان | مهمان | مهمان | مهمان | مهمان |
| بازی  | امتیاز | پ     | ت     | ش     | گ‌ز    | گ‌خ    | ت‌گ    | پ    | ت    | ش    | گ‌ز   | گ‌خ   | ت‌گ   | پ     | ت     | ش     | گ‌ز    | گ‌خ    | ت‌گ    |
| ----- | ------ | ----- | ----- | ----- | ----- | ----- | ----- | ---- | ---- | ---- | ---- | ---- | ---- | ----- | ----- | ----- | ----- | ----- | ----- |
| ۳۴    | ۸۲     | ۲۶    | ۴     | ۴     | ۱۰۰   | ۳۲    | ۶۸+   | ۱۳   | ۲    | ۲    | ۵۳   | ۱۵   | ۳۸+  | ۱۳    | ۲     | ۲     | ۴۷    | ۱۷    | ۳۰+   |

آخرین بروزرسانی: ۲۷ ژوئن ۲۰۲۰

منبع: بوندسلیگا

پ = پیروزی؛ ت = تساوی؛ ش = شکست؛ گ‌ز = گل زده؛ گ‌خ = گل خورده؛ ت‌گ = تفاضل گل

#### نتایج براساس هفته
| هفته    | 1 | 2 | 3 | 4 | 5 | 6 | 7 | 8 | 9 | 10 | 11 | 12 | 13 | 14 | 15 | 16 | 17 | 18 | 19 | 20 | 21 | 22 | 23 | 24 | 25 | 26 | 27 | 28 | 29 | 30 | 31 | 32 | 33 | 34 |
| ------- | - | - | - | - | - | - | - | - | - | -- | -- | -- | -- | -- | -- | -- | -- | -- | -- | -- | -- | -- | -- | -- | -- | -- | -- | -- | -- | -- | -- | -- | -- | -- |
| ورزشگاه | خ | م | خ | م | خ | م | خ | م | خ | م  | خ  | م  | خ  | م  | خ  | م  | خ  | م  | خ  | م  | خ  | م  | خ  | م  | خ  | م  | خ  | م  | خ  | م  | خ  | م  | خ  | م  |
| نتیجه   | ت | پ | پ | ت | پ | پ | ش | ت | پ | ش  | پ  | پ  | ش  | ش  | پ  | پ  | پ  | پ  | پ  | پ  | ت  | پ  | پ  | پ  | پ  | پ  | پ  | پ  | پ  | پ  | پ  | پ  | پ  | پ  |
| جایگاه  | ۸ | ۶ | ۲ | ۴ | ۲ | ۱ | ۳ | ۳ | ۲ | ۴  | ۳  | ۳  | ۴  | ۷  | ۵  | ۳  | ۳  | ۲  | ۲  | ۱  | ۱  | ۱  | ۱  | ۱  | ۱  | ۱  | ۱  | ۱  | ۱  | ۱  | ۱  | ۱  | ۱  | ۱  |

#### مسابقات
جدول زمانی بوندسلیگا در تاریخ ۲۸ ژوئن ۲۰۱۹ اعلام شد.
| ۱۶ اوت ۲۰۱۹ ۱      | بایرن مونیخ                                              | ۲–۲   | هرتابرلین                                                    | مونیخ                                                    |
| ۲۰:۳۰ CEST (UTC+۲) | لواندوفسکی ۲۴'، ۶۰' (پنالتی)، '۷۶ · مولر '۷۱ · پاوار '۷۵ | گزارش | داریدا '۱۷ · لوکه‌باکیو ۳۶' · گروییچ ۳۸'، '۵۹ · میتوشتت '۹۰+۱ | ورزشگاه: آلیانز آرنا تماشاگران: ۷۵٬۰۰۰ داور: هارم اوسمرز |

| ۲۴ اوت ۲۰۱۹ ۲      | شالکه ۰۴ | ۰–۳   | بایرن مونیخ                       | گلزنکیرشن                                                |
| ۱۸:۳۰ CEST (UTC+۲) |          | گزارش | لواندوفسکی ۲۰' (پنالتی)، ۵۰'، ۷۵' | ورزشگاه: فلتینس آرنا تماشاگران: ۶۲٬۲۷۱ داور: مارکو فریتز |

| ۳۱ اوت ۲۰۱۹ ۳      | بایرن مونیخ | ۶–۱   | ماینس                                        | مونیخ                                                     |
| ۱۵:۳۰ CEST (UTC+۲) | کیمیش '۲۰ · پاوار ۳۶' · آلابا ۴۵' · پریشیچ ۵۴' · کومان ۶۴' · ارناندز '۷۳ · تیاگو '۷۵ · لواندوفسکی ۷۸' · دیویس ۸۰' | گزارش | بوئتیوس ۶' · نیاکت '۳۳ · هاک '۴۵ · کونده '۷۷ | ورزشگاه: آلیانز آرنا تماشاگران: ۷۵٬۰۰۰ داور: مارکوس اشمیت |

| ۱۴ سپتامبر ۲۰۱۹ ۴  | آر.بی. لایپزیش                                                                  | ۱–۱   | بایرن مونیخ                     | لایپزیگ                                                    |
| ۱۸:۳۰ CEST (UTC+۲) | هالستنبرگ '۲۶ · فورسبرگ ۴۵+۳' (پنالتی) · انکونکو '۷۸ · لیمر '۸۰ · زابیتسر '۹۰+۲ | گزارش | لواندوفسکی ۳'، '۲۶ · بواتنگ '۵۷ | ورزشگاه: رد بول آرنا تماشاگران: ۴۲٬۱۲۶ داور: ساشا اشتیگه‌من |

| ۲۱ سپتامبر ۲۰۱۹ ۵  | بایرن مونیخ                                                                                                   | ۴–۰   | کلن          | مونیخ                                                      |
| ۱۵:۳۰ CEST (UTC+۲) | لواندوفسکی ۳'، ۴۸' · بواتنگ '۳۱ · کوتینیو ۶۲' (پنالتی) · ارناندز '۶۷ · پریشیچ ۷۳' · مارتینز '۷۴ · کویزانس '۸۳ | گزارش | ایزیبوئه '۵۹ | ورزشگاه: آلیانز آرنا تماشاگران: ۷۵٬۰۰۰ داور: پاتریک ایتریخ |

| ۲۸ سپتامبر ۲۰۱۹ ۶  | پادربورن                                  | ۲–۳   | بایرن مونیخ                                          | پادربورن                                                |
| ۱۵:۳۰ CEST (UTC+۲) | پروگر ۶۸' · کولینز ۸۴' · واسیلیادیس '۹۰+۳ | گزارش | گنابری ۱۵' · زوله '۴۳ · کوتینیو ۵۵' · لواندوفسکی ۷۹' | ورزشگاه: بنتلر آرنا تماشاگران: ۱۵٬۰۰۰ داور: فلیکس زوایر |

| ۵ اکتبر ۲۰۱۹ ۷     | بایرن مونیخ                                 | ۱–۲   | هوفنهایم         | مونیخ                                                      |
| ۱۵:۳۰ CEST (UTC+۲) | تیاگو '۴۵+۳ · لواندوفسکی ۷۳' · پریشیچ '۹۰+۵ | گزارش | آدامیان ۵۴'، ۷۹' | ورزشگاه: آلیانز آرنا تماشاگران: ۷۵٬۰۰۰ داور: توبیاس استیلر |

| ۱۹ اکتبر ۲۰۱۹ ۸    | آگسبورگ                                                   | ۲–۲   | بایرن مونیخ                                                       | آوگسبورگ                                             |
| ۱۵:۳۰ CEST (UTC+۲) | ریشتر ۱'، '۶۳ · خدیرا '۷۳ · فینبوگاسون ۹۰+۱' · کوبک '۹۰+۴ | گزارش | لواندوفسکی ۱۴' · کیمیش '۳۷ · تیاگو '۴۲ · گنابری ۴۹' · مارتینز '۸۴ | ورزشگاه: WWK آرنا تماشاگران: ۳۰٬۶۶۰ داور: دنیل سیبرت |

| ۲۶ اکتبر ۲۰۱۹ ۹    | بایرن مونیخ                | ۲–۱   | یونیون برلین                    | مونیخ                                                    |
| ۱۵:۳۰ CEST (UTC+۲) | پاوار ۱۳' · لواندوفسکی ۵۳' | گزارش | آندریش '۱۷ · پولتر ۸۶' (پنالتی) | ورزشگاه: آلیانز آرنا تماشاگران: ۷۵٬۰۰۰ داور: مارکو فریتز |

| ۲ نوامبر ۲۰۱۹ ۱۰   | آینتراخت فرانکفورت                                                           | ۵–۱   | بایرن مونیخ                                         | فرانکفورت                                                |
| ۱۵:۳۰ CEST (UTC+۲) | کوستیچ ۲۵' · سوو ۳۳' · آبراهام ۴۹' · هینترگر ۶۱' · پاسینسیا ۸۵' · کامادا '۸۷ | گزارش | بواتنگ '۹ · لواندوفسکی ۳۷' · اولریش '۵۱ · کیمیش '۷۲ | ورزشگاه: دویچه بانک تماشاگران: ۵۱٬۵۰۰ داور: مارکوس اشمیت |

| ۹ نوامبر ۲۰۱۹ ۱۱   | بایرن مونیخ                                                                     | ۴–۰   | بروسیا دورتموند | مونیخ                                                    |
| ۱۸:۳۰ CEST (UTC+۲) | لواندوفسکی ۱۷'، ۷۶' · گنابری ۴۷' · کومان '۶۷ · هوملس ۸۰' (گل‌به‌خودی) · کیمیش '۹۰ | گزارش | رویس '۶۳        | ورزشگاه: آلیانز آرنا تماشاگران: ۷۵٬۰۰۰ داور: فلیکس زوایر |

| ۲۳ نوامبر ۲۰۱۹ ۱۲  | فورتونا دوسلدورف | ۰–۴   | بایرن مونیخ                                                     | دوسلدورف                                                         |
| ۱۵:۳۰ CEST (UTC+۲) | هنینگز '۳۶       | گزارش | پاوار ۱۱' · مارتینز '۲۲ · تولیسو ۲۷' · گنابری ۳۴' · کوتینیو ۷۰' | ورزشگاه: مرکور اشپیل-آرنا تماشاگران: ۵۳٬۰۰۰ داور: فرانک ویلنبورگ |

| ۳۰ نوامبر ۲۰۱۹ ۱۳  | بایرن مونیخ              | ۱–۲   | بایرلورکوزن                                                              | مونیخ                                                    |
| ۱۸:۳۰ CEST (UTC+۲) | مولر ۳۴' · گورتزکا '۹۰+۶ | گزارش | بیلی ۱۰'، ۳۵' · باومگارتلینگر '۴۲ · تاه '۸۱ · بالعربی '۹۰+۳ · بندر '۹۰+۴ | ورزشگاه: آلیانز آرنا تماشاگران: ۷۵٬۰۰۰ داور: گیدو وینکمن |

| ۷ دسامبر ۲۰۱۹ ۱۴   | بروسیا مونشنگلادباخ                                             | ۲–۱   | بایرن مونیخ                                                                | مونشن‌گلادباخ                                             |
| ۱۵:۳۰ CEST (UTC+۲) | بنس '۶ · بن سبعینی ۶۰'، ۹۰+۲' (پنالتی) · هوفمان '۶۶ · زکریا '۸۸ | گزارش | پریشیچ ۴۹' · بواتنگ '۶۲ · مارتینز '۸۲ '۹۰+۱ · لواندوفسکی '۸۶ · تیاگو '۹۰+۲ | ورزشگاه: بروسیا پارک تماشاگران: ۵۴٬۰۲۲ داور: مارکو فریتز |

| ۱۴ دسامبر ۲۰۱۹ ۱۵  | بایرن مونیخ                                                                       | ۶–۱   | وردربرمن                          | مونیخ                                                    |
| ۱۵:۳۰ CEST (UTC+۲) | پاوار '۱۶ · بواتنگ '۱۸ · کوتینیو ۴۵'، ۶۳'، ۷۸' · لواندوفسکی ۴۵+۴'، ۷۲' · مولر ۷۵' | گزارش | گروس '۲۲ · راشیکا ۲۴' · فریدل '۶۲ | ورزشگاه: آلیانز آرنا تماشاگران: ۷۵٬۰۰۰ داور: روبرت شرودر |

| ۱۸ دسامبر ۲۰۱۹ ۱۶  | فرایبورگ  | ۱–۳   | بایرن مونیخ                                                              | فرایبورگ                                                          |
| ۲۰:۳۰ CEST (UTC+۲) | گریفو ۵۹' | گزارش | لواندوفسکی ۱۶'، '۶۹ · مولر '۵۰ · تیاگو '۹۰ · زیرکزی ۹۰+۲' · گنابری ۹۰+۵' | ورزشگاه: ورزشگاه شوارتزوالد تماشاگران: ۲۴٬۰۰۰ داور: ساشا اشتیگه‌من |

| ۲۱ دسامبر ۲۰۱۹ ۱۷  | بایرن مونیخ                                    | ۲–۰   | وولفسبورگ              | مونیخ                                                        |
| ۱۵:۳۰ CEST (UTC+۲) | کیمیش '۴۷ · مولر '۷۶ · زیرکزی ۸۶' · گنابری ۸۹' | گزارش | اوتاویو '۶۷ آرنولد '۷۱ | ورزشگاه: آلیانز آرنا تماشاگران: ۷۵٬۰۰۰ داور: کریستیان دینگرت |

| ۱۹ ژانویه ۲۰۲۰ ۱۸  | هرتابرلین                         | ۰–۴   | بایرن مونیخ                                                             | برلین                                                       |
| ۱۵:۳۰ CEST (UTC+۲) | داریدا '۷ یارشتاین '۶۴ بویاته '۸۱ | گزارش | پاوار '۱۹ · مولر ۶۰' · لواندوفسکی ۷۳' (پنالتی) · تیاگو ۷۵' · پریشیچ ۸۴' | ورزشگاه: المپیک برلین تماشاگران: ۷۴٬۶۶۷ داور: توبیاس استیلر |

| ۲۵ ژانویه ۲۰۲۰ ۱۹  | بایرن مونیخ                                                       | ۵–۰   | شالکه ۰۴ | مونیخ                                                     |
| ۱۸:۳۰ CEST (UTC+۲) | لواندوفسکی ۶' · مولر ۴۵+۲' · گورتزکا ۵۰' · تیاگو ۵۸' · گنابری ۸۹' | گزارش |          | ورزشگاه: آلیانز آرنا تماشاگران: ۷۵٬۰۰۰ داور: مانوئل گریفه |

| ۱ فوریه ۲۰۲۰ ۲۰    | ماینس ۰۵                                     | ۱–۳   | بایرن مونیخ                                        | ماینس                                                   |
| ۱۵:۳۰ CEST (UTC+۲) | سینت ژوست ۴۵'، '۵۷ · بوئتیوس '۸۷ · لاتسا '۸۸ | گزارش | لواندوفسکی ۸' · مولر ۱۴' · تیاگو ۲۶' · گورتزکا '۶۵ | ورزشگاه: اپل آرنا تماشاگران: ۳۳٬۳۰۵ داور: باستین دانکرت |

| ۹ فوریه ۲۰۲۰ ۲۱    | بایرن مونیخ           | ۰–۰   | آر.بی. لایپزیش         | مونیخ                                                    |
| ۱۸:۰۰ CEST (UTC+۲) | کیمیش '۵۷ پاوار '۹۰+۳ | گزارش | لیمر '۳۶ اوپامکانو '۵۰ | ورزشگاه: آلیانز آرنا تماشاگران: ۷۵٬۰۰۰ داور: مارکو فریتز |

| ۱۶ فوریه ۲۰۲۰ ۲۲   | کلن                  | ۱–۴   | بایرن مونیخ                                                                     | کلن                                                     |
| ۱۵:۳۰ CEST (UTC+۲) | اوت ۷۰' · بورناو '۷۸ | گزارش | لواندوفسکی ۳' · کومان ۵' · گنابری ۱۲'، ۶۶' · بواتنگ '۲۸ · تیاگو '۴۹ · پاوار '۸۲ | ورزشگاه: راین انرژی تماشاگران: ۵۰٬۰۰۰ داور: فلیکس زوایر |

| ۲۱ فوریه ۲۰۲۰ ۲۳   | بایرن مونیخ                                    | ۳–۲   | پادربورن                                                | مونیخ                                                     |
| ۲۰:۳۰ CEST (UTC+۲) | گنابری ۲۵' · ارناندز '۵۴ · لواندوفسکی ۷۰'، ۸۸' | گزارش | گیاسولا '۳۴ · سربنی ۴۴' · میشل '۶۱، ۷۵' · آنتوی-آجی '۸۴ | ورزشگاه: آلیانز آرنا تماشاگران: ۷۵٬۰۰۰ داور: مارکوس اشمیت |

| ۲۹ فوریه ۲۰۲۰ ۲۴   | هوفنهایم | ۰–۶   | بایرن مونیخ                                                        | زینسهایم                                                       |
| ۱۵:۳۰ CEST (UTC+۲) |          | گزارش | گنابری ۲' · کیمیش ۷' · زیرکزی ۱۵' · کوتینیو ۳۳'، ۴۷' · گورتزکا ۶۲' | ورزشگاه: راین نکر آرنا تماشاگران: ۳۰٬۱۵۰ داور: کریستیان دینگرت |

| ۸ مارس ۲۰۲۰ ۲۵     | بایرن مونیخ                          | ۲–۰   | آگسبورگ | مونیخ                                                           |
| ۱۵:۳۰ CEST (UTC+۲) | مولر ۵۳' · تیاگو '۸۵ · گورتزکا ۹۰+۱' | گزارش |         | ورزشگاه: آلیانز آرنا تماشاگران: ۷۵٬۰۰۰ داور: بیبیانا اشتاین‌هاوس |

| ۱۷ مه ۲۰۲۰ ۲۶                                                                                               | یونیون برلین        | ۰–۲   | بایرن مونیخ                                     | برلین                                                  |
| ۱۸:۰۰ CEST (UTC+۲)                                                                                          | لنز '۱۲ شلوتربک '۵۱ | گزارش | دیویس '۳۷ · لواندوفسکی ۴۰' (پنالتی) · پاوار ۸۰' | ورزشگاه: آلتن فورستری تماشاگران: ۰ داور: باستین دانکرت |
| یادداشت: این بازی در ۱۳ مارس به دنبال شیوع ویروس کرونا در آلمان به تعویق افتاد، و در تاریخ ۱۷ مه برگزار شد. |                     |       |                                                 |                                                        |

| ۲۳ مه ۲۰۲۰ ۲۷ | بایرن مونیخ                                                                  | ۵–۲   | آینتراخت فرانکفورت    | مونیخ                                                |
| ۱۸:۳۰ CEST (UTC+۲)                                                                                                | گورتزکا ۱۷' · مولر ۴۱' · لواندوفسکی ۴۵' · دیویس ۶۱' · هینترگر ۷۴' (گل‌به‌خودی) | گزارش | هینترگر '۳۵، ۵۲'، ۵۵' | ورزشگاه: آلیانتس آرنا تماشاگران: ۰ داور: مارکو فریتز |
| یادداشت: این بازی در تاریخ ۱۳ مارس به دنبال شیوع ویروس کرونا در آلمان به تعویق افتاد، و در تاریخ ۲۳ مه برگزار شد. |                                                                              |       |                       |                                                      |

| ۲۶ مه ۲۰۲۰ ۲۸ | بروسیا دورتموند     | ۰–۱   | بایرن مونیخ                      | دورتموند                                                     |
| ۱۸:۳۰ CEST (UTC+۲)                                                                                                | هوملس '۱۳ داهود '۶۷ | گزارش | کیمیش ۴۳' · مولر '۶۶ · دیویس '۷۴ | ورزشگاه: سیگنال ایدونا پارک تماشاگران: ۰ داور: توبیاس استیلر |
| یادداشت: این بازی در تاریخ ۲۴ مارس به دنبال شیوع ویروس کرونا در آلمان به تعویق افتاد، و در تاریخ ۲۶ مه برگزار شد. |                     |       |                                  |                                                              |

| ۳۰ مه ۲۰۲۰ ۲۹ | بایرن مونیخ                                                          | ۵–۰   | فورتونا دوسلدورف                  | مونیخ                                                 |
| ۱۸:۳۰ CEST (UTC+۲)                                                                                                | یورگنسن ۱۵' (گل‌به‌خودی) · پاوار ۲۹' · لواندوفسکی ۴۳'، ۵۰' · دیویس ۵۲' | گزارش | کارامان '۲۶ گیسلمان '۸۸ سوتنر '۹۰ | ورزشگاه: آلیانتس آرنا تماشاگران: ۰ داور: روبرت هارتمن |
| یادداشت: این بازی در تاریخ ۲۴ مارس به دنبال شیوع ویروس کرونا در آلمان به تعویق افتاد، و در تاریخ ۳۰ مه برگزار شد. |                                                                      |       |                                   |                                                       |

| ۶ ژوئن ۲۰۲۰ ۳۰ | بایرلورکوزن                                                    | ۲–۴   | بایرن مونیخ                                                               | لورکوزن                                          |
| ۱۵:۳۰ CEST (UTC+۲)                                                                                                 | آلاریو ۱۰' · امیری '۳۰ · بالعربی '۳۵ · دراگوویچ '۷۴ · ویتز ۸۹' | گزارش | کومان '۸، ۲۷' · لواندوفسکی '۳۲٬ ۶۶' · مولر '۴۰ · گورتزکا ۴۲' · گنابری ۴۵' | ورزشگاه: بای آرنا تماشاگران: ۰ داور: مانوئل گراف |
| یادداشت: این بازی در تاریخ ۲۴ مارس به دنبال شیوع ویروس کرونا در آلمان به تعویق افتاد، و در تاریخ ۶ ژوئن برگزار شد. |                                                                |       |                                                                           |                                                  |

| ۱۳ ژوئن ۲۰۲۰ ۳۱ | بایرن مونیخ              | ۲–۱   | بروسیا مونشنگلادباخ                              | مونیخ                                               |
| ۱۸:۳۰ CEST (UTC+۲)                                                                                                  | زیرکزی ۲۶' · گورتزکا ۸۶' | گزارش | پاوار ۳۷' (گل‌به‌خودی) · بن سبعینی '۴۵ · لاینر '۶۹ | ورزشگاه: آلیانز آرنا تماشاگران: ۰ داور: فلیکس زوایر |
| یادداشت: این بازی در تاریخ ۲۴ مارس به دنبال شیوع ویروس کرونا در آلمان به تعویق افتاد، و در تاریخ ۱۳ ژوئن برگزار شد. |                          |       |                                                  |                                                     |

| ۱۶ ژوئن ۲۰۲۰ ۳۲ | وردربرمن               | ۰–۱   | بایرن مونیخ                                | برمن                                                |
| ۲۰:۳۰ CEST (UTC+۲)                                                                                                  | اگشتاین '۵۶ لانکمپ '۸۸ | گزارش | دیویس '۱۹ '۷۹ · لواندوفسکی ۴۳' · کیمیش '۸۹ | ورزشگاه: وزراشتادیون تماشاگران: ۰ داور: هارم اوسمرز |
| یادداشت: این بازی در تاریخ ۲۴ مارس به دنبال شیوع ویروس کرونا در آلمان به تعویق افتاد، و در تاریخ ۱۶ ژوئن برگزار شد. |                        |       |                                            |                                                     |

| ۲۰ ژوئن ۲۰۲۰ ۳۳ | بایرن مونیخ                     | ۳–۱   | فرایبورگ | مونیخ                                                |
| ۱۵:۳۰ CEST (UTC+۲)                                                                                                  | کیمیش ۱۵' · لواندوفسکی ۲۴'، ۳۷' | گزارش | هولر ۳۳' | ورزشگاه: آلیانز آرنا تماشاگران: ۰ داور: سورن استورکس |
| یادداشت: این بازی در تاریخ ۲۴ مارس به دنبال شیوع ویروس کرونا در آلمان به تعویق افتاد، و در تاریخ ۲۰ ژوئن برگزار شد. |                                 |       |          |                                                      |

| ۲۷ ژوئن ۲۰۲۰ ۳۴                                                                                                  | وولفسبورگ                      | ۰–۴   | بایرن مونیخ                                                 | وولفسبورگ                                               |
| ۱۵:۳۰ CEST (UTC+۲)                                                                                               | وخوشت '۱۵ · گیلاووگی · '۶۶ '۷۱ | گزارش | کومان ۴' · کویزانس ۳۷' · لواندوفسکی ۷۲' (پنالتی) · مولر ۷۹' | ورزشگاه: فولکس‌واگن آرنا تماشاگران: ۰ داور: پاتریک اتریخ |
| یادداشت: این بازی در تاریخ ۷ مه به دنبال شیوع ویروس کرونا در آلمان به تعویق افتاد، و در تاریخ ۲۷ ژوئن برگزار شد. |                                |       |                                                             |                                                         |

### جام حذفی فوتبال آلمان
| ۱۲ اوت ۲۰۱۹ دور اول | انرژی کوتبوس                                | ۱–۳   | بایرن مونیخ                                                        | کوتبوس                                                              |
| ۲۰:۴۵ CEST (UTC+۲)  | هاسه '۵۱ · ایسنهوث '۵۷ · تاز ۹۰+۳' (پنالتی) | گزارش | لواندوفسکی ۳۲' · تیاگو '۴۵+۱ · کیمیش '۵۰ · کومان ۶۴' · گورتزکا ۸۵' | ورزشگاه: اشتادیون در فرونشافت تماشاگران: ۲۰٬۶۰۲ داور: باستین دانکرت |

| ۲۹ اکتبر ۲۰۱۹ دور دوم | بوخوم                                                                | ۱–۲   | بایرن مونیخ           | بوخوم                                                     |
| ۲۰:۰۰ CET (UTC+۱)     | لی چونگ-یونگ '۳۰ · دیویس ۳۵' (گل‌به‌خودی) · لوسیلا '۵۰ · بلا-کوچاپ '۸۸ | گزارش | گنابری ۸۳' · مولر ۸۹' | ورزشگاه: روهراشتادیون تماشاگران: ۲۶٬۰۰۰ داور: روبرت شرودر |

| ۵ فوریه ۲۰۲۰ یک‌هشتم نهایی | بایرن مونیخ                                                                                | ۴–۳   | هوفنهایم                                              | مونیخ                                                       |
| ۲۰:۴۵ CET (UTC+۱)         | هابنر ۱۲' (گل‌به‌خودی) · مولر ۲۰' · لواندوفسکی ۳۶'، ۸۰' · تولیسو '۴۰ · پاوار '۵۵ · آلابا '۸۴ | گزارش | بواتنگ ۸' (گل‌به‌خودی) · نوردوایت '۳۱ · دبور ۸۲'، ۹۰+۲' | ورزشگاه: آلیانتس آرنا تماشاگران: ۷۱٬۵۰۰ داور: ساشا استیگه‌من |

| ۳ مارس ۲۰۲۰ یک‌چهارم نهایی | شالکه ۰۴                                       | ۰–۱   | بایرن مونیخ | گلزنکیرشن                                             |
| ۲۰:۴۵ CET (UTC+۱)         | ناستازیچ '۶۶ بورگشتالر '۶۶ مک‌کنی '۸۶ رامان '۹۰ | گزارش | کیمیش ۴۰'   | ورزشگاه: فلتینس تماشاگران: ۶۲٬۲۷۱ داور: توبیاس استیلر |

| ۱۰ ژوئن ۲۰۲۰ نیمه‌نهایی                                                                                           | بایرن مونیخ                                      | ۲–۱   | آینتراخت فرانکفورت                       | مونیخ                                                |
| ۲۰:۴۵ CEST (UTC+۲)                                                                                               | پریشیچ ۱۴'، '۴۴ · لواندوفسکی ۷۴' · ارناندز '۹۰+۳ | گزارش | دا کوستا ۶۹' · سیلوا '۸۸ · هینترگر '۹۰+۳ | ورزشگاه: آلیانتس آرنا تماشاگران: ۰ داور: مارکو فریتز |
| یادداشت: در تاریخ ۲۷ مارس این بازی در پی شیوع ویروس کرونا در آلمان به تعویق افتاد، و به تاریخ ۱۰ ژوئن برگزار شد. |                                                  |       |                                          |                                                      |

| ۴ ژوئیه ۲۰۲۰ فینال | بایرلورکوزن                                 | ۲–۴   | بایرن مونیخ                                       | برلین                                               |
| ۲۰:۰۰ CEST (UTC+۲) | وندل '۲۸ · بندر ۶۳' · هافرتس ۹۰+۵' (پنالتی) | گزارش | آلابا ۱۶' · گنابری ۲۴' · لواندوفسکی ۵۹'، ۸۹'، '۶۷ | ورزشگاه: المپیک برلین تماشاگران: ۰ داور: توبیاس ولز |
| یادداشت: فینال این رقابت‌ها در ابتدا برای ۲۳ مه برنامه‌ریزی شده بود که در پی شیوع ویروس کرونا در آلمان در تاریخ ۲۴ آوریل به تعویق افتاد، و در ۴ ژوئیه برگزار شد. |                                             |       |                                                   |                                                     |

### سوپر جام
| ۳ اوت ۲۰۱۹         | بروسیا دورتموند        | ۲–۰   | بایرن مونیخ              | دورتموند                                                       |
| ۲۰:۳۰ CEST (UTC+۲) | الکاسر ۴۸' · سانچو ۶۹' | گزارش | لواندوفسکی '۵۹ کیمیش '۷۷ | ورزشگاه: سیگنال ایدونا پارک تماشاگران: ۸۱٬۳۶۵ داور: دنیل سیبرت |

### لیگ قهرمانان اروپا

#### مرحله گروهی
| رتبه | تیم              | بازی | ب | م | ش | گ‌ز | گ‌خ | ت   | ام | راه‌یابی             |
| ---- | ---------------- | ---- | - | - | - | -- | -- | --- | -- | ------------------- |
| ۱    | بایرن مونیخ      | ۶    | ۶ | ۰ | ۰ | ۲۴ | ۵  | ۱۹+ | ۱۸ | صعود به مرحله حذفی  |
| ۲    | تاتنهام          | ۶    | ۳ | ۱ | ۲ | ۱۸ | ۱۴ | ۴+  | ۱۰ | صعود به مرحله حذفی  |
| ۳    | المپیاکوس        | ۶    | ۱ | ۱ | ۴ | ۸  | ۱۴ | -۶  | ۴  | انتقال به لیگ اروپا |
| ۴    | ستاره سرخ بلگراد | ۶    | ۱ | ۰ | ۵ | ۳  | ۲۰ | ۱۷- | ۳  |                     |

| ۱۸ سپتامبر ۲۰۱۹ روز ۱ | بایرن مونیخ                             | ۳–۰   | ستاره سرخ بلگراد   | مونیخ، آلمان                                                      |
| ۲۱:۰۰ CEST (UTC+۲)    | کومان ۳۴' · لواندوفسکی ۸۰' · مولر ۹۰+۱' | گزارش | دگنک '۵۱ وولیچ '۹۰ | ورزشگاه: آلیانتس آرنا تماشاگران: ۷۰٬۰۰۰ داور: بابی مدن (اسکاتلند) |

| ۱ اکتبر ۲۰۱۹ روز ۲                   | تاتنهام                                                  | ۲–۷   | بایرن مونیخ                                                      | لندن، انگلستان                                                       |
| ۲۰:۰۰ BST (UTC+۱) ۲۱:۰۰ CEST (UTC+۲) | سون هیونگ-مین ۱۲' · اندومبله '۴۲ · کین '۴۶، ۶۱' (پنالتی) | گزارش | کیمیش ۱۵' · گنابری '۲۵, ۵۳'، ۵۵'، ۸۳'، ۸۸' · لواندوفسکی ۴۵'، ۸۷' | ورزشگاه: تاتنهام هاتسپر تماشاگران: ۶۰٬۱۲۷ داور: کلمن تورپین (فرانسه) |

| ۲۲ اکتبر ۲۰۱۹ روز ۳                   | المپیاکوس                               | ۲–۳   | بایرن مونیخ                                             | پیرئاس، یونان                                                         |
| ۲۲:۰۰ EEST (UTC+۳) ۲۱:۰۰ CEST (UTC+۲) | العربی ۲۳'، '۸۹ · سمدو '۷۳ · گیلرمه ۷۹' | گزارش | لواندوفسکی ۳۴'، ۶۲' · تیاگو '۵۰ · نویر '۷۱ · تولیسو ۷۵' | ورزشگاه: ورزشگاه کارایسکاکیس تماشاگران: ۳۱٬۶۷۰ داور: دنی ماکلی (هلند) |

| ۶ نوامبر ۲۰۱۹ روز ۴ | بایرن مونیخ                 | ۲–۰   | المپیاکوس | مونیخ، آلمان                                                         |
| ۱۸:۵۵ CET (UTC+۱)   | لواندوفسکی ۶۹' · پریشیچ ۸۹' | گزارش |           | ورزشگاه: آلیانتس آرنا تماشاگران: ۶۳٬۶۴۶ داور: پاول راچکفسکی (لهستان) |

| ۲۶ نوامبر ۲۰۱۹ روز ۵ | ستاره سرخ بلگراد | ۰–۶   | بایرن مونیخ                                                       | بلگراد، صربستان                                                |
| ۲۱:۰۰ CET (UTC+۱)    | میلونوویچ '۷     | گزارش | گورتزکا ۱۴' · لواندوفسکی ۵۳' (پنالتی)، ۶۰'، ۶۴'، ۶۸' · تولیسو ۹۰' | ورزشگاه: ستاره سرخ تماشاگران: ۴۴٬۱۱۸ داور: بیورن کویپرس (هلند) |

| ۱۱ دسامبر ۲۰۱۹ روز ۶ | بایرن مونیخ                                    | ۳–۱   | تاتنهام                  | مونیخ، آلمان                                                         |
| ۲۱:۰۰ CET (UTC+۱)    | کومان ۱۴' · کیمیش '۳۶ · مولر ۴۵' · کوتینیو ۶۴' | گزارش | سسنیون ۲۰' · لو سلسو '۳۶ | ورزشگاه: آلیانتس آرنا تماشاگران: ۶۶٬۳۵۳ داور: جانلوکا روکی (ایتالیا) |

#### مرحله حذفی

##### یک‌هشتم نهایی
| ۲۵ فوریه ۲۰۲۰ رفت                   | چلسی                      | ۰–۳   | بایرن مونیخ                                                | لندن، انگلستان                                                      |
| ۲۰:۰۰ GMT (UTC±۰) ۲۱:۰۰ CET (UTC+۱) | ژورژینیو '۴۹ · آلونسو '۸۳ | گزارش | تیاگو '۴۵+۱ · کیمیش '۵۰ · گنابری ۵۱'، ۵۴' · لواندوفسکی ۷۶' | ورزشگاه: استمفورد بریج تماشاگران: ۳۶٬۷۶۱ داور: کلمن تورپین (فرانسه) |

| ۸ اوت ۲۰۲۰ برگشت | بایرن مونیخ                                            | ۴–۱ (۷–۱ گ.ح.) | چلسی                                  | مونیخ، آلمان                                                     |
| ۲۱:۰۰ CEST (UTC+۲) | لواندوفسکی ۱۰' (پنالتی)، ۸۴' · پریشیچ ۲۴' · تولیسو ۷۶' | گزارش          | کابایرو '۸ · امرسون '۴۳ · آبراهام ۴۳' | ورزشگاه: آلیانتس آرنا تماشاگران: ۰ داور: اوویدیو هاتگان (رومانی) |
| یادداشت: قرار بود مسابقه بین بایرن مونیخ و چلسی در مونیخ به دلیل شیوع کروناویروس در آلمان پشت درهای بسته و بدون تماشاچی برگزار شود. با این حال در ۱۳ مارس این بازی به تعویق افتاد. و در ۱۷ ژوئن برای ۸ اوت برنامه‌ریزی شد. |                                                        |                |                                       |                                                                  |

##### یک‌چهارم نهایی
| ۱۴ اوت ۲۰۲۰ یک‌چهارم نهایی | بارسلونا                                                      | ۲–۸   | بایرن مونیخ | لیسبون، پرتغال                                                      |
| ۲۱:۰۰ CEST (UTC+۲)        | آلابا ۷' (گل‌به‌خودی) · سوارز '۵۴، ۵۷' · آلبا '۶۰ · ویدال '۹۰+۲ | گزارش | مولر ۴'، ۳۱' · پریشیچ ۲۲' · گنابری ۲۷' · بواتنگ '۴۲ · دیویس '۵۲ · کیمیش ۶۳' '۸۵ · لواندوفسکی ۸۲' · کوتینیو ۸۵'، ۸۹' | ورزشگاه: استادیو دا لوز تماشاگران: ۰ داور: دامیر اسکومینا (اسلوونی) |

##### نیمه‌نهایی
| ۱۹ اوت ۲۰۲۰ نیمه‌نهایی | لیون                           | ۰–۳   | بایرن مونیخ                      | لیسبون، پرتغال                                                                |
| ۲۱:۰۰ CEST (UTC+۲)    | مارسلو '۳۵ مارسال '۴۲ مندز '۸۶ | گزارش | گنابری ۱۸'، ۳۳' · لواندوفسکی ۸۸' | ورزشگاه: ورزشگاه ژوزه آلوالاد تماشاگران: ۰ داور: آنتونیو متئو لائوس (اسپانیا) |

##### فینال
| ۲۳ اوت ۲۰۲۰ فینال  | پاری سن ژرمن                                   | ۰–۱   | بایرن مونیخ                                                | لیسبون، پرتغال                                                     |
| ۲۱:۰۰ CEST (UTC+۲) | پاردس '۵۲ نیمار '۸۱ تیاگو سیلوا '۸۴ کروزوا '۸۶ | گزارش | دیویس '۲۸ · گنابری '۵۲ · زوله '۵۶ · کومان ۵۹' · مولر '۹۰+۴ | ورزشگاه: استادیو دا لوز تماشاگران: ۰ داور: دنیله اورساتو (ایتالیا) |

## آمار

### حضور و گل‌ها
| ش.                        | پ.          | م.                  | بازیکن            | مجموع       | مجموع       | بوندسلیگا   | بوندسلیگا   | جام حذفی    | جام حذفی    | سوپر جام    | سوپر جام    | لیگ قهرمانان | لیگ قهرمانان |             |             |
| ش.                        | پ.          | م.                  | بازیکن            | بازی        | گل‌ها        | بازی        | گل‌ها        | بازی        | گل‌ها        | بازی        | گل‌ها        | بازی         | گل‌ها         |             |             |
| دروازه‌بان‌ها               | دروازه‌بان‌ها | دروازه‌بان‌ها         | دروازه‌بان‌ها       | دروازه‌بان‌ها | دروازه‌بان‌ها | دروازه‌بان‌ها | دروازه‌بان‌ها | دروازه‌بان‌ها | دروازه‌بان‌ها | دروازه‌بان‌ها | دروازه‌بان‌ها | دروازه‌بان‌ها  | دروازه‌بان‌ها  | دروازه‌بان‌ها | دروازه‌بان‌ها |
| ------------------------- | ----------- | ------------------- | ----------------- | ----------- | ----------- | ----------- | ----------- | ----------- | ----------- | ----------- | ----------- | ------------ | ------------ | ----------- | ----------- |
| ۱                         | دروازه‌بان   | آلمان               | مانوئل نویر       | ۵۱          | ۰           | ۳۳          | ۰           | ۶           | ۰           | ۱           | ۰           | ۱۱           | ۰            |             |             |
| ۲۶                        | دروازه‌بان   | آلمان               | اسون اولریش       | ۱           | ۰           | ۱           | ۰           | ۰           | ۰           | ۰           | ۰           | ۰            | ۰            |             |             |
| ۳۶                        | دروازه‌بان   | آلمان               | کریستین فروشتل    | ۰           | ۰           | ۰           | ۰           | ۰           | ۰           | ۰           | ۰           | ۰            | ۰            |             |             |
| ۳۹                        | دروازه‌بان   | آلمان               | رون-توربن هافمن   | ۰           | ۰           | ۰           | ۰           | ۰           | ۰           | ۰           | ۰           | ۰            | ۰            |             |             |
| مدافعان                   |             |                     |                   |             |             |             |             |             |             |             |             |              |              |             |             |
| ۲                         | مدافع       | اسپانیا             | آلوارو اودریزولا  | ۵           | ۰           | ۲+۱         | ۰           | ۰+۱         | ۰           | ۰           | ۰           | ۰+۱          | ۰            |             |             |
| ۴                         | مدافع       | آلمان               | نیکلاس زوله       | ۱۶          | ۰           | ۸           | ۰           | ۱           | ۰           | ۱           | ۰           | ۲+۴          | ۰            |             |             |
| ۵                         | مدافع       | فرانسه              | بنژامن پاوار      | ۴۷          | ۴           | ۳۱+۱        | ۴           | ۶           | ۰           | ۰+۱         | ۰           | ۷+۱          | ۰            |             |             |
| ۸                         | مدافع       | اسپانیا             | خاوی مارتینز      | ۲۴          | ۰           | ۶+۱۰        | ۰           | ۰+۱         | ۰           | ۰           | ۰           | ۴+۳          | ۰            |             |             |
| ۱۷                        | مدافع       | آلمان               | ژروم بواتنگ       | ۳۸          | ۰           | ۲۳+۱        | ۰           | ۴           | ۰           | ۱           | ۰           | ۸+۱          | ۰            |             |             |
| ۱۹                        | مدافع       | کانادا              | آلفونسو دیویس     | ۴۳          | ۳           | ۲۴+۵        | ۳           | ۵           | ۰           | ۰+۱         | ۰           | ۸            | ۰            |             |             |
| ۲۱                        | مدافع       | فرانسه              | لوکا ارناندز      | ۲۵          | ۰           | ۱۱+۸        | ۰           | ۰+۳         | ۰           | ۰           | ۰           | ۲+۱          | ۰            |             |             |
| ۲۷                        | مدافع       | اتریش               | داوید آلابا       | ۴۲          | ۲           | ۲۷+۱        | ۱           | ۵           | ۱           | ۱           | ۰           | ۸            | ۰            |             |             |
| ۳۳                        | مدافع       | آلمان               | لارس لوکاس مای    | ۰           | ۰           | ۰           | ۰           | ۰           | ۰           | ۰           | ۰           | ۰            | ۰            |             |             |
| ۴۱                        | مدافع       | ایالات متحده آمریکا | کریس ریچاردز      | ۱           | ۰           | ۰+۱         | ۰           | ۰           | ۰           | ۰           | ۰           | ۰            | ۰            |             |             |
| ۴۳                        | مدافع       | آلمان               | برایت آری-امبی    | ۰           | ۰           | ۰           | ۰           | ۰           | ۰           | ۰           | ۰           | ۰            | ۰            |             |             |
| بازیکنان میانی            |             |                     |                   |             |             |             |             |             |             |             |             |              |              |             |             |
| ۶                         | هافبک       | اسپانیا             | تیاگو             | ۴۰          | ۳           | ۲۰+۴        | ۳           | ۳+۲         | ۰           | ۱           | ۰           | ۹+۱          | ۰            |             |             |
| ۱۰                        | هافبک       | برزیل               | فیلیپه کوتینیو    | ۳۸          | ۱۱          | ۱۵+۸        | ۸           | ۲+۲         | ۰           | ۰           | ۰           | ۵+۶          | ۳            |             |             |
| ۱۱                        | هافبک       | فرانسه              | میکائیل کویزانس   | ۱۰          | ۱           | ۳+۶         | ۱           | ۰+۱         | ۰           | ۰           | ۰           | ۰            | ۰            |             |             |
| ۱۴                        | هافبک       | کرواسی              | ایوان پریشیچ      | ۳۵          | ۸           | ۱۱+۱۱       | ۴           | ۲+۱         | ۱           | ۰           | ۰           | ۵+۵          | ۳            |             |             |
| ۱۶                        | هافبک       | آلمان               | لئون دیاکو        | ۲           | ۰           | ۰+۲         | ۰           | ۰           | ۰           | ۰           | ۰           | ۰            | ۰            |             |             |
| ۱۸                        | هافبک       | آلمان               | لئون گورتزکا      | ۳۸          | ۸           | ۱۷+۷        | ۶           | ۴+۱         | ۱           | ۱           | ۰           | ۶+۲          | ۱            |             |             |
| ۲۲                        | هافبک       | آلمان               | سرژ گنابری        | ۴۶          | ۲۳          | ۲۶+۵        | ۱۲          | ۴+۱         | ۲           | ۰           | ۰           | ۹+۱          | ۹            |             |             |
| ۲۴                        | هافبک       | فرانسه              | کورنتا تولیسو     | ۲۸          | ۴           | ۷+۶         | ۱           | ۴           | ۰           | ۱           | ۰           | ۳+۷          | ۳            |             |             |
| ۲۵                        | هافبک       | آلمان               | توماس مولر        | ۵۰          | ۱۴          | ۲۶+۷        | ۸           | ۵+۱         | ۲           | ۱           | ۰           | ۷+۳          | ۴            |             |             |
| ۲۸                        | هافبک       | نیوزیلند            | سارپریت سینگ      | ۲           | ۰           | ۱+۱         | ۰           | ۰           | ۰           | ۰           | ۰           | ۰            | ۰            |             |             |
| ۲۹                        | هافبک       | فرانسه              | کینگزلی کومان     | ۳۸          | ۸           | ۱۷+۷        | ۴           | ۴           | ۱           | ۱           | ۰           | ۷+۲          | ۳            |             |             |
| ۳۲                        | هافبک       | آلمان               | یزوا کیمیش        | ۵۱          | ۷           | ۳۲+۱        | ۴           | ۶           | ۱           | ۱           | ۰           | ۱۰+۱         | ۲            |             |             |
| ۳۴                        | هافبک       | برزیل               | الیور باتیستا میر | ۱           | ۰           | ۰+۱         | ۰           | ۰           | ۰           | ۰           | ۰           | ۰            | ۰            |             |             |
| ۳۷                        | هافبک       | آلمان               | پائول ویل         | ۰           | ۰           | ۰           | ۰           | ۰           | ۰           | ۰           | ۰           | ۰            | ۰            |             |             |
| ۴۰                        | هافبک       | آلمان               | مالک تیلمان       | ۰           | ۰           | ۰           | ۰           | ۰           | ۰           | ۰           | ۰           | ۰            | ۰            |             |             |
| ۴۲                        | هافبک       | انگلستان            | جمال موزیالا      | ۱           | ۰           | ۰+۱         | ۰           | ۰           | ۰           | ۰           | ۰           | ۰            | ۰            |             |             |
| مهاجمان                   |             |                     |                   |             |             |             |             |             |             |             |             |              |              |             |             |
| ۹                         | مهاجم       | لهستان              | روبرت لواندوفسکی  | ۴۷          | ۵۵          | ۳۱          | ۳۴          | ۴+۱         | ۶           | ۱           | ۰           | ۱۰           | ۱۵           |             |             |
| ۱۵                        | مهاجم       | آلمان               | یان-فیت آرپ       | ۰           | ۰           | ۰           | ۰           | ۰           | ۰           | ۰           | ۰           | ۰            | ۰            |             |             |
| ۳۵                        | مهاجم       | هلند                | جاشوا زیرکزی      | ۱۲          | ۴           | ۳+۶         | ۴           | ۰+۲         | ۰           | ۰           | ۰           | ۰+۱          | ۰            |             |             |
| بازیکنان خروجی در طول فصل |             |                     |                   |             |             |             |             |             |             |             |             |              |              |             |             |
| ۳۰                        | مهاجم       | کره جنوبی           | جونگ وو-یونگ      | ۰           | ۰           | ۰           | ۰           | ۰           | ۰           | ۰           | ۰           | ۰            | ۰            |             |             |
| ۳۵                        | هافبک       | پرتغال              | رناتو سانچز       | ۳           | ۰           | ۰+۱         | ۰           | ۱           | ۰           | ۰+۱         | ۰           | ۰            | ۰            |             |             |
| ۳۸                        | مهاجم       | غنا                 | کواسی اوکیر وریت  | ۱           | ۰           | ۰+۱         | ۰           | ۰           | ۰           | ۰           | ۰           | ۰            | ۰            |             |             |

آخرین به‌روز رسانی: ۲۳ اوت ۲۰۲۰
منبع: مسابقات

### گل‌زنان
تا تاریخ ۲۳ اوت ۲۰۲۰
| رتبه     | پست      | نام              | بوندسلیگا | جام حذفی آلمان | سوپرجام آلمان | لیگ قهرمانان | مجموع |
| -------- | -------- | ---------------- | --------- | -------------- | ------------- | ------------ | ----- |
| ۱        | FW       | روبرت لواندوفسکی | ۳۴        | ۶              | ۰             | ۱۵           | ۵۵    |
| ۲        | FW       | سرژ گنابری       | ۱۲        | ۲              | ۰             | ۹            | ۲۳    |
| ۳        | FW       | توماس مولر       | ۸         | ۲              | ۰             | ۴            | ۱۴    |
| ۴        | MF       | فیلیپه کوتینیو   | ۸         | ۰              | ۰             | ۳            | ۱۱    |
| ۵        | MF       | لئون گورتزکا     | ۶         | ۱              | ۰             | ۱            | ۸     |
| ۵        | MF       | ایوان پریشیچ     | ۴         | ۱              | ۰             | ۳            | ۸     |
| ۵        | MF       | کینگزلی کومان    | ۴         | ۱              | ۰             | ۳            | ۸     |
| ۸        | MF       | یزوا کیمیش       | ۴         | ۱              | ۰             | ۲            | ۷     |
| ۹        | DF       | بنژامن پاوار     | ۴         | ۰              | ۰             | ۰            | ۴     |
| ۹        | MF       | کورنتا تولیسو    | ۱         | ۰              | ۰             | ۳            | ۴     |
| ۹        | FW       | جاشوا زیرکزی     | ۴         | ۰              | ۰             | ۰            | ۴     |
| ۱۲       | DF       | آلفونسو دیویس    | ۳         | ۰              | ۰             | ۰            | ۳     |
| ۱۲       | MF       | تیاگو            | ۳         | ۰              | ۰             | ۰            | ۳     |
| ۱۴       | DF       | داوید آلابا      | ۱         | ۱              | ۰             | ۰            | ۲     |
| ۱۵       | DF       | میکائیل کویزانس  | ۱         | ۰              | ۰             | ۰            | ۱     |
| گل‌به‌خودی | گل‌به‌خودی | گل‌به‌خودی         | ۳         | ۱              | ۰             | ۰            | ۴     |
| مجموع    | مجموع    | مجموع            | ۱۰۰       | ۱۶             | ۰             | ۴۲           | ۱۵۸   |